# Бобан Миличић
Бобан Миличић (Смедеревска Паланка, 3. фебруар 1987) српски је политичар. Председник је општине Лапово од 2017. године.

## Биографија
Рођен је 3. фебруара 1987. године у Смедеревској Паланци. Основну школу "Светозар Марковић" је завршио у Лапову, док је у Крагујевцу похађао Прву техничку школу и стекао звање електротехничар рачунара. Основне и мастер студије је завршио на Факултету спорта и физичког васпитања Универзитета у Нишу где је стекао звање мастер професор спорта и физичког васпитања.
Члан је тима Сталне конференције градова и општина за израду Националне стратегије за спорт и образовање 2020−2030. године.